# Ostroróg (gromada w powiecie szamotulskim)
Ostroróg – dawna gromada, czyli najmniejsza jednostka podziału terytorialnego Polskiej Rzeczypospolitej Ludowej w latach 1954–1972.
Gromady, z gromadzkimi radami narodowymi (GRN) jako organami władzy najniższego stopnia na wsi, funkcjonowały od reformy reorganizującej administrację wiejską przeprowadzonej jesienią 1954 do momentu ich zniesienia z dniem 1 stycznia 1973, tym samym wypierając organizację gminną w latach 1954–1972.
Gromadę Ostroróg z siedzibą GRN w mieście Ostrorogu (nie wchodzącym w skład gromady) utworzono – jako jedną z 8759 gromad na obszarze Polski – w powiecie szamotulskim w woj. poznańskim, na mocy uchwały nr 35/54 WRN w Poznaniu z dnia 5 października 1954. W skład jednostki weszły obszary dotychczasowych gromad Kluczewo, Rudki, Szczepankowo i Wielonek oraz miejscowości Forestowo i Klemensowo z dotychczasowej gromady Orliczko ze zniesionej gminy Ostroróg w tymże powiecie. Dla gromady ustalono 15 członków gromadzkiej rady narodowej.
1 stycznia 1960 do gromady Ostroróg włączono obszar zniesionej gromady Binino w tymże powiecie.
1 stycznia 1970 do gromady Ostroróg włączono 646,30 ha z miasta Ostroróg w tymże powiecie.
Gromada przetrwała do końca 1972 roku, czyli do kolejnej reformy gminnej. 1 stycznia 1973 w powiecie szamotulskim reaktywowano gminę Ostroróg.